# Britt Logisse
Britt Logisse (22 april 1984) is een Belgisch voormalig korfbalster.

## Levensloop
Logisse werd in 1990 actief bij Scaldis, alwaar ook haar ouders en grootouders actief waren. Daarnaast maakte ze deel uit van het Belgisch korfbalteam waarmee ze onder meer zilver behaalde op de Wereldspelen van 2005 en 2009, alsook op de wereldkampioenschappen van 2003 en 2011 en het Europees kampioenschap van 2006.